# Saint-Laurent-de-Jourdes
Saint-Laurent-de-Jourdes és un municipi francès situat al departament de la Viena i a la regió de la Nova Aquitània. L'any 2007 tenia 166 habitants.

## Demografia

### Població
El 2007 la població de fet de Saint-Laurent-de-Jourdes era de 166 persones. Hi havia 68 famílies de les quals 12 eren unipersonals (8 homes vivint sols i 4 dones vivint soles), 36 parelles sense fills i 20 parelles amb fills.
La població ha evolucionat segons el següent gràfic:
Habitants censats

### Habitatges
El 2007 hi havia 89 habitatges, 71 eren l'habitatge principal de la família, 11 eren segones residències i 8 estaven desocupats. Tots els 88 habitatges eren cases. Dels 71 habitatges principals, 58 estaven ocupats pels seus propietaris, 10 estaven llogats i ocupats pels llogaters i 3 estaven cedits a títol gratuït; 9 tenien tres cambres, 18 en tenien quatre i 44 en tenien cinc o més. 60 habitatges disposaven pel capbaix d'una plaça de pàrquing. A 37 habitatges hi havia un automòbil i a 33 n'hi havia dos o més.

### Piràmide de població
La piràmide de població per edats i sexe el 2009 era:
| Homes | Edats   | Dones |
| ----- | ------- | ----- |
| 0     | 95 o +  | 0     |
| 0     | 90 a 94 | 0     |
| 4     | 85 a 89 | 0     |
| 0     | 80 a 84 | 4     |
| 4     | 75 a 79 | 0     |
| 16    | 70 a 74 | 8     |
| 8     | 65 a 69 | 4     |
| 0     | 60 a 64 | 4     |
| 4     | 55 a 59 | 8     |
| 0     | 50 a 54 | 4     |
| 12    | 45 a 49 | 8     |
| 4     | 40 a 44 | 4     |
| 0     | 35 a 39 | 4     |
| 0     | 30 a 34 | 4     |
| 12    | 25 a 29 | 4     |
| 0     | 20 a 24 | 4     |
| 0     | 15 a 19 | 0     |
| 4     | 10 a 14 | 0     |
| 0     | 5 a 9   | 0     |
| 4     | 0 a 4   | 4     |

## Economia
El 2007 la població en edat de treballar era de 101 persones, 86 eren actives i 15 eren inactives. De les 86 persones actives 83 estaven ocupades (44 homes i 39 dones) i 3 estaven aturades (3 dones i 3 dones). De les 15 persones inactives 7 estaven jubilades, 3 estaven estudiant i 5 estaven classificades com a «altres inactius».

### Ingressos
El 2009 a Saint-Laurent-de-Jourdes hi havia 74 unitats fiscals que integraven 176 persones, la mediana anual d'ingressos fiscals per persona era de 18.047 €.

### Activitats econòmiques
Dels 3 establiments que hi havia el 2007, 1 era d'una empresa de construcció, 1 d'una empresa de serveis i 1 d'una entitat de l'administració pública.
L'únic servei als particulars que hi havia el 2009 era un paleta.
L'any 2000 a Saint-Laurent-de-Jourdes hi havia 17 explotacions agrícoles que ocupaven un total de 801 hectàrees.

## Poblacions més properes
El següent diagrama mostra les poblacions més properes.